# Lijst van televisiekanalen in Oostenrijk
- Österreichischer Rundfunk ORF
  - ORF1 (voorheen FS1)
  - ORF2 (voorheen FS2)
    - ORF2 heeft ´s avonds tussen 19.00 en 19.30 per provincie een eigen Programma met uitzondering van Tirol waar dit al om 18.30 begint met een speciaal programma voor Zuid-Tirol.

  - ORF Sport
  - TW1
- ATV (voorheen ATV+)
- Innsat TV
- Puls 4 (voorheen City Puls TV)
- gotv
- InnTV
- KT1
- Ländle TV
- LT1
- N1TV
- Salzburg TV
- Red Bull TV
- Steiermark 1
- Tirol TV
- TV3 Oostenrijk
- TV Bad Ischl
- WT1 Wels
- easy.TV
- TV6